# Lexico
Lexico é uma linguagem de programação orientada a objetos na língua espanhola, utilizada para fins educativos, e livros.